# Isomyia transvaalensis
Isomyia transvaalensis är en tvåvingeart som beskrevs av Zumpt och Stimie 1965. Isomyia transvaalensis ingår i släktet Isomyia och familjen Rhiniidae. Inga underarter finns listade i Catalogue of Life.